# Cal Garriga (Bràfim)
Cal Garriga és un edifici del municipi de Bràfim (Alt Camp) inclòs en l'Inventari del Patrimoni Arquitectònic de Catalunya.
És una casa entre mitgeres de planta baixa, pis i golfes. A la planta baixa s'obre la porta d'accés amb arc carpanell i porta de fusta tallada. Hi ha una motllura central amb la decoració escultòrica. A ambdós costats de la porta hi ha dues finestres rectangulars desiguals, i una altra porta més petita a l'extrem esquerre. Una línia d'imposta marca la separació amb el primer pis, de disposició simètrica, que presenta un balcó central corregut, i dos petits balcons laterals. A les golfes s'obren quatre petites obertures. Un ràfec sobresortint corona la façana. La coberta és de teula. Hi ha una torre de base rectangular, de dos cossos i barana de pedra. A la façana encara són visibles restes de pintures, d'entre les quals sobresurt la data i un escut amb eines agrícoles.
A la façana apareix la data de 1861, any que segurament fa referència a obres de restauració, ja que la construcció sembla anterior. Testimonis consultats manifesten que fa alguns anys havia estat la casa agrícola més rica del poble, comptava amb 27 jornalers. El número 15 del mateix carrer, annex a l'edifici, era dedicat a magatzem. Sembla que el general Prim va ser rebut en aquesta casa, on pernoctà una vegada. La casa actualment està deshabitada.